# Hermann Fegelein

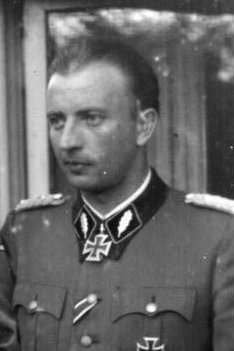
Hermann Fegelein, hier als SS-Standartenführer, Sowjetunion, 21. Juni 1942

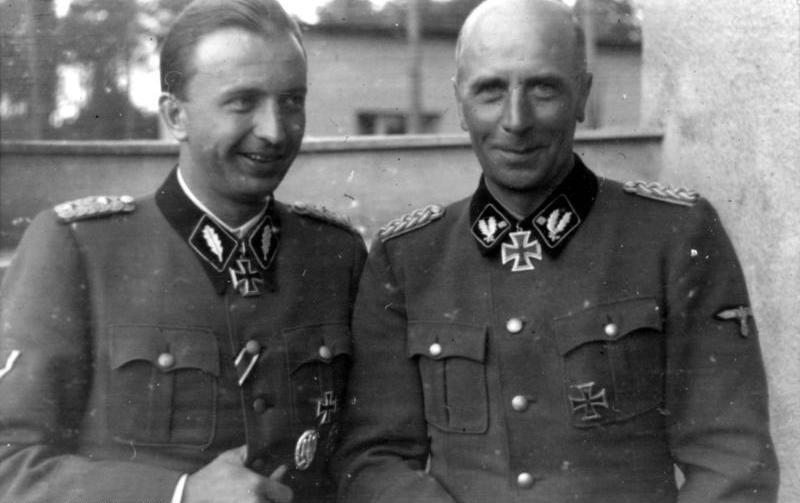
Hermann Fegelein mit Wilhelm Bittrich (rechts) in der Sowjetunion, 1942

Otto Hermann Fegelein (* 30. Oktober 1906 in Ansbach; † 29. April 1945 in Berlin) war ein deutscher SS-Gruppenführer und Generalleutnant der Waffen-SS. Er heiratete Eva Brauns Schwester Gretl am 3. Juni 1944. Fegelein galt als rücksichtsloser Opportunist und Karrierist und wird mit zahlreichen Kriegsverbrechen in Verbindung gebracht. Während der Schlacht um Berlin wurde er auf Befehl Hitlers wegen angeblicher Fahnenflucht hingerichtet.

## Leben

### Frühe Jahre
Hermann Fegelein war ein begeisterter Reiter, der auch mehrfach als Jockey in Erscheinung trat. Nach seiner Ausbildung trat er 1925 in das 17. (Bayerische) Reiter-Regiment ein, das er jedoch 1928 wieder verließ. Im selben Jahr wurde er in die Bayerische Landespolizei München übernommen. Seine Ausbildung absolvierte der Offiziersanwärter erfolgreich, galt bei seinen Vorgesetzten allerdings als jemand, dem es nicht immer leichtfiel, seinen Ehrgeiz in gesunde Bahnen zu lenken. Nachdem bekannt geworden war, dass er in das Zimmer eines Vorgesetzten eingedrungen war, um Prüfungsfragen zu entwenden, endete Fegeleins Polizeikarriere im Sommer 1929 jäh.

### Nationalsozialist
In der Folgezeit wandte sich Fegelein völlig dem Nationalsozialismus zu. Mit diesem kam er in Kontakt, da sein Vater Hans Fegelein, ein ehemaliger Oberleutnant, der Münchner SA-Standarte I auf dem elterlichen Gut mehrmals Versammlungsräume zur Verfügung stellte. Die SA-Standarte I erhielt nach dem 30. Januar 1933 den Ehrennamen SA-Leibstandarte Adolf Hitler. Hermann Fegelein war eine Zeitlang Stallbursche des überzeugten Nationalsozialisten und späteren Inspekteurs der SS-Reitschulen Christian Weber und wurde von diesem ideologisch stark beeinflusst.
1931 stellte Fegelein als SS-Bewerber seinen Antrag zur Aufnahme in die SS. Er wurde schließlich als Staffel-Anwärter bei der damals in München entstehenden berittenen SS-Abteilung eingeschrieben.
Am 1. August 1932 trat er außerdem der NSDAP (Mitgliedsnummer 1.200.158) und der SA bei, wo er bis zu seiner endgültigen Übernahme in die Reiter-SS bei der Reiter-SA („Münchner Reitersturm 1“) eingesetzt wurde. Nach Ablauf der sechsmonatigen Bewährungszeit als SS-Anwärter wurde Fegelein fest in die SS (SS-Nummer 66.680) übernommen und am 12. Juni 1933 in einer Direktbeförderung zum SS-Sturmführer befördert. Am 20. April 1934 wurde Fegelein bereits zum SS-Obersturmführer ernannt.

### Nach der Machtübernahme
Nach der Machtübernahme schlossen sich im April 1933 zehn Prozent der Reitervereine und Zuchtanstalten Deutschlands der SS an. Hermann Fegelein übernahm dort im Rang eines SS-Hauptsturmführers (seit 9. November 1934) deren Organisation in sogenannte SS-Reiterstandarten – die im Volksmund nur Reiter-SS genannt wurden –, denen sich auch zahlreiche Vertreter des deutschen Adels anschlossen. Fegelein wurde zum Kommandeur der Reiter-SS und das elterliche Gut bei München am 25. Juli 1937 zur SS-Hauptreitschule bestimmt. Im gleichen Jahr gewann er auf „Schorsch“ das Deutsche Spring-Derby in Hamburg. Fegelein wurde von Heinrich Himmler offiziell zum „Führer der SS-Hauptreitschule München“ ernannt und fand sich in der Dienststellung „Stab RFSS“ wieder. Das heißt, dass Fegelein allein dem Reichsführer unterstellt und verantwortlich war. Stellvertreter Fegeleins als „Führer der Hauptreitschule“ wurde sein jüngerer Bruder Waldemar. Im SS-Dienstaltersverzeichnis des Jahres 1938 wurden Hermann und Waldemar Fegelein ebenfalls als Führer der SS-Hauptreitschule aufgeführt. Inspektor aller „SS-Reitschulen“ wurde Fegeleins politischer Mentor Christian Weber.
Als begonnen wurde, aus bewaffneten SS-Verbänden Politische Bereitschaften zu errichten, meldete sich Fegelein am 8. August 1935 freiwillig zum „Wachsturmbann Oberbayern“ des SS-Gruppenführers Theodor Eicke. Fegelein kannte Eicke noch aus seiner Zeit als Kommandeur und „Führer der SS-Brigade Süd“ (1933), dem damals das neu errichtete KZ Dachau unterstand. Fegeleins spätere Reiterstandarte (SS-Reiterstandarte 15), der er als Kommandeur vorstand, übernahm damals die Außenbewachung des Lagers. Im Stabsgebäude des Wachsturmbanns, das auf dem Gelände des im November 1935 eröffneten Übungslagers Dachau lag und in dem auch ein Schulungsraum untergebracht war, absolvierte Fegelein seine Ausbildung zum SS-Führer und wurde dort nach erfolgreichem Abschlusslehrgang bzw. -prüfung am 30. Januar 1936 zum SS-Sturmbannführer ernannt. Am 30. Januar 1937 bekam er die Ernennungsurkunde als SS-Obersturmbannführer und am 25. Juli die Beförderung zum SS-Standartenführer.

### Zweiter Weltkrieg
Nach Beginn des Zweiten Weltkrieges 1939 setzte sich Fegeleins Aufstieg fort. Am Überfall auf Polen nahmen auch berittene SS-Einheiten unter der Führung der Brüder Hermann und Waldemar Fegelein teil. Während der Schlacht um Warschau im September 1939 wurde Hermann Fegelein angeschossen und unter schwerem Feuer von einem Scharfschützen der 31. Infanterie-Division gerettet. Nach der Niederlage Polens bildete Hermann Fegelein am 15. November 1939 in Warschau eine Reiterstandarte innerhalb der Totenkopfverbände. Deren Angehörige entstammten der Reiter-SS und wurden durch berittene Polizeiangehörige unterstützt. Diese Reitereinheit wurde vor allem zur „Bekämpfung von Banden und Partisanen“ eingesetzt, wobei es sich um einen NS-Ausdruck handelt, der zumeist Kriegsverbrechen an der Zivilbevölkerung, insbesondere auch die Tötung von Juden einschloss.
Formal kehrte Hermann Fegelein 1940 nach Berlin zurück, wo er eine Dienststelle im SS-Führungshauptamt übernahm. Dort wurde er als „Inspektor der Kavallerie und des Transportwesens“ eingesetzt. Doch bereits im Frühling 1940 kehrte er offiziell in den Kriegsdienst zurück. Am 21. Mai 1940 wurde die in Warschau aufgestellte SS-Reiterstandarte „Totenkopf“ in zwei Regimenter geteilt, da sie nun auf 12 Schwadronen angewachsen war. Die SS-Totenkopf-Reiterstandarte 1 stand unter dem Kommando Hermann Fegeleins, die SS-Totenkopf-Reiterstandarte 2 unter dem Kommando seines Bruders Waldemar. Doch bereits am 12. November des gleichen Jahres wurden beide Standarten wieder vereinigt und unter der Bezeichnung SS-Kavallerie-Brigade geführt. Diese wurde dem Kommandostab RFSS zugeordnet und unmittelbar Heinrich Himmler „zur besonderen Verwendung“ unterstellt. Die von Hermann Fegelein kommandierte SS-Kavalleriebrigade war seit dem deutschen Überfall auf die Sowjetunion (22. Juni 1941) in den von der Sowjetunion besetzten ehemals ostpolnischen Gebieten und in der Sowjetunion selbst an sogenannten „Säuberungsaktionen“ beteiligt und ging hier besonders radikal vor. Sie durchkämmte vor allem die Pripjatsümpfe nach Juden, deren Ermordung als „Partisanenbekämpfung“ getarnt wurde. So meldete Hermann Fegelein eine „Erfolgsquote“ von 13.788 Menschen als getötete „Partisanen“; als eigene Verluste führte er zwei Tote und 15 Verwundete an. Von den Ermordeten waren mehr als 90 Prozent Juden. Bis Ende 1941 fielen Fegeleins Kavalleriebrigade rund 40.000 jüdische Männer, Frauen und Kinder zum Opfer.

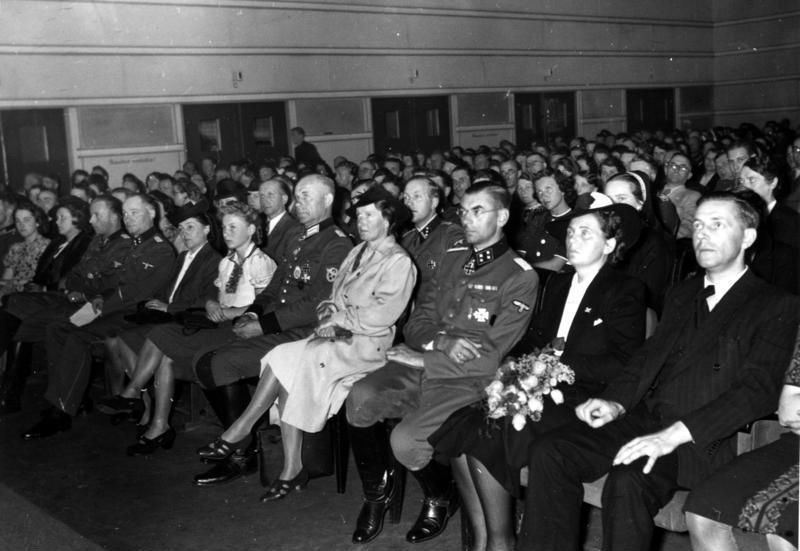
Hermann Fegelein (erste Reihe, Dritter von links) bei einem Wunschkonzert im Rundfunkhaus Berlin, Mai 1942

Im März 1942 erhielt Fegelein das Ritterkreuz des Eisernen Kreuzes. Im Mai wechselte er ins Reichssicherheitshauptamt (RSHA); Mitte des Jahres meldete er sich freiwillig zur endgültigen Versetzung in die Waffen-SS zurück. Seine aktiven Dienste innerhalb der Reiter-SS gab er auf.
Im Oktober 1942 wurde Fegelein offiziell von der Waffen-SS übernommen. Er stellte dort vor allem berittene Einheiten auf, so unter anderem die 8. SS-Kavallerie-Division „Florian Geyer“. Am 21./22. Dezember 1942 wurde er durch Scharfschützen zweimal schwer verwundet; im Lazarett erhielt er das Eichenlaub zum Ritterkreuz des Eisernen Kreuzes und die Ernennungsurkunde als SS-Oberführer. Am 1. Mai 1943 wurde er zum SS-Brigadeführer ernannt.

### Aufstieg in den engeren Kreis um Hitler und Tod

Hermann Fegelein als Nr. 18 auf einer Skizze der Besprechung in der Lagebaracke des Führerhauptquartiers »Wolfsschanze« am 20. Juli 1944, nach Gerd R. Ueberschär: Stauffenberg – Der 20. Juli 1944, Frankfurt/Main 2004

Bereits am 1. Januar 1944 wurde Hermann Fegelein formal als Verbindungsoffizier der Waffen-SS zum Führerhauptquartier versetzt und der 1. Staffel des OKH/HPA zugeordnet; de facto war er jedoch Kommandant der nach ihm benannten „Kampfgruppe Fegelein“. Nach dem misslungenen Attentat vom 20. Juli, bei dem er nur leicht verletzt wurde, erhielt Fegelein den Dienstgrad SS-Gruppenführer und die Schwerter zum Eichenlaub. Im Allgemeinen fiel Fegelein Hitler jedoch mehrfach unangenehm auf – unter anderem durch Alkoholexzesse. Auf Geheiß Hitlers verwarnte ihn Himmler wiederholt und forderte mehr „Loyalität zum Führer“ ein. In den Führungskreisen der Waffen-SS wurde er spöttisch „Flegelein“ genannt.
Am 3. Juni 1944 heiratete er Margarete „Gretl“ Braun (1915–1987), die jüngere Schwester Eva Brauns, und sicherte sich somit endgültig seinen festen Platz in Hitlers nächster Umgebung. Zu diesem Zeitpunkt hatte er den Dienstgrad SS-Brigadeführer. Die Hochzeit fand im Schloss Mirabell in Salzburg statt – mit Hitler, Himmler und Bormann als Trauzeugen. Gretls Schwester Eva bereitete die Hochzeit vor. Der Hochzeitsempfang auf dem Berghof und die Feier im Kehlsteinhaus auf dem Obersalzberg dauerten drei Tage. Die Ehe gab Hitler einen plausiblen Grund, Eva zu öffentlichen Auftritten einzuladen. Insbesondere von Hitlers Sekretärinnen Johanna Wolf und Christa Schroeder wurde nach dem Zweiten Weltkrieg behauptet, dass Fegelein und Eva Braun ein Verhältnis gehabt hätten.
Fegelein war maßgeblich daran beteiligt, dass Himmler in den letzten Wochen des Zweiten Weltkrieges in völliger Verkennung seiner Position und der politisch-militärischen Lage glaubte, einen Separatfrieden mit den Westmächten schließen zu können. Mit Himmlers Absetzung Ende April 1945 verlor Fegelein seinen wichtigsten Fürsprecher. Am 27. April verließ er angetrunken in Begleitung zweier Angehöriger der Leibstandarte SS Adolf Hitler die Reichskanzlei. In den frühen Morgenstunden des 29. April wurde er in seiner Berliner Wohnung unter dem Vorwurf der Fahnenflucht verhaftet. Zu diesem Zeitpunkt trug er Zivil, hatte erhebliche Beträge in Devisen bei sich und war schwer betrunken.
Nach Ian Kershaw hat Fegelein, nachdem er am Abend des 27. April 1945 betrunken, mit einer hohen Summe Bargeld, das in Tüten verpackt war, und in Begleitung einer Geliebten in seiner Wohnung in Charlottenburg angetroffen worden war, noch aus der Wohnung mit Eva Braun telefoniert, damit sie sich für ihn verwende. In diesem Zusammenhang erwähnen Zeitzeugen wiederholt, dass die Bindung zwischen ihm und Eva Braun über das zwischen Schwägern übliche Maß hinausreichte. Fegelein versuchte in diesem Telefonat auch, Eva Braun zum Verlassen des Bunkers zu bewegen. In die Reichskanzlei zurückgebracht, wurde er degradiert und in einer improvisierten Zelle festgehalten. Während Hitler möglicherweise noch nicht entschieden hatte, was mit Fegelein geschehen solle, wurde bekannt, dass Himmler über Walter Schellenberg und Folke Bernadotte versucht hatte, über Hitler hinweg den westlichen Alliierten die Kapitulation anzubieten. Nachdem Hitler hierüber in Rage geraten war und Himmler mitsamt der SS als treulose Verräter bezeichnet hatte, beriet er sich anschließend mit Joseph Goebbels und Martin Bormann. Sofort danach ließ er Fegelein zu sich bringen, beschimpfte ihn, verdächtigte ihn ferner des Versuchs, ihn lebend der Roten Armee zu übergeben, und ließ ihn vor ein hastig aufgestelltes Militärgericht stellen. Im Schnellverfahren, auch in Stellvertretung für Himmler, der zwar zur Festnahme ausgeschrieben, aber noch nicht verhaftet worden war, wurde Fegelein zum Tod verurteilt und erschossen. Laut Rochus Misch wurde Fegelein von Hitler – ohne weitere Befehle – lediglich degradiert; der Befehl zur Erschießung sei von dem SS-Führer Peter Högl erteilt worden.
Seine Tochter Eva Barbara Fegelein (1945–1971), benannt nach Eva Braun, kam am 5. Mai zur Welt.

## Auszeichnungen (Auswahl)
- Ritterkreuz des Eisernen Kreuzes mit Eichenlaub und Schwertern[11]
- Deutsches Kreuz in Gold am 1. November 1943[11]

## Darstellung im Film
Das Schicksal Fegeleins wird in mehreren Spielfilmen thematisiert: In Der letzte Akt (1955, Regie: Georg Wilhelm Pabst) wurde er von Julius Jonak dargestellt; in Hitler – Die letzten zehn Tage (1973, Regie: Ennio De Concini) von Julian Glover; in Der Bunker (1981, Regie: George Schaefer) von Terrence Hardiman; in Der Untergang (2004, Regie: Oliver Hirschbiegel) von Thomas Kretschmann.